# Distretto di Santiago de Pupuja
Il distretto di Santiago de Pupuja è un distretto del Perù, facente parte della provincia di Azángaro, nella regione di Puno.